# Робот Centauro
Робот Centauro — робот-кентавр, розроблений дослідниками-робототехніки з Італійського технологічного інституту (Istituto Italiano di Tecnologia, IIT) і призначений для участі в операціях з пошуку і порятунку людей, що постраждали в результаті стихійних лих і техногенних катастроф. Робот Centauro, висотою в 1.5 метра і вагою в 93 кілограми, має чотири рухомих кінцівки, що дає йому велику спритність при русі в аварійному навколишньому середовищі. А велика потужність приводів і висока міцність конструкційних елементів дозволяють роботові Centauro розбивати цеглу та дошки, як каратисту.